# The Planetary Society
The Planetary Society est une organisation à but non lucratif basée aux États-Unis à Pasadena, Californie, qui participe ou est l'initiateur de plusieurs projets de recherche en astronomie et astronautique. En 2013, elle comptait plus de 40 000 membres venant de plus de cent pays.

## Historique
Elle est fondée en 1980 par Carl Sagan, Bruce C. Murray et Louis Friedman (en). 

## Objectifs
Les  principaux objectifs de la Planetary Society sont : 
- l'exploration  du système solaire. L'association méne des actions pour sensibiliser le public au programme d'exploration du système solaire, encourager les décideurs afin qu'ils fassent progresser l'exploration robotique et humaine du système solaire, soutenir les avances scientifiques et technologiques associées au programme d'exploration[3].
- la défense planétaire contre les objets géocroiseurs. L'association fournit une assistance aux observateurs qui détectent, suivre et caractériser les astéroïdes et comètes qui peuvent constituer une menace pour la Terre. Elle apporte une assistance dans la mise au point des technologies permettant d'éviter un impact ou d'en limiter les conséquences. Elle collabore avec les professionnels et les décideurs pour permettre le développement d'une stratégie internationale permettant de défendre la Terre contre les menaces des astéroïdes et des comètes[4].
- la recherche des formes de vie extraterrestre[5].

Parmi les projets menés par l'association figurent : 
- Le développement de la  voile solaire. Après l'échec de Cosmos 1 à cause d'un problème de lanceur, les missions LightSail-1 et LightSail-2 ont atteint leur objectif.
- La participation au programme SETI de recherche d'intelligence extraterrestre.

## Vision of Mars
La mission Phoenix, qui a quitté la Terre le 4 août 2007 à destination de Mars qu'elle a atteint en mai 2008, a emmené avec elle un message audio de Carl Sagan destiné aux futurs humains qui habiteront peut-être la « Planète rouge ». Le message de Carl Sagan fait partie du mini-CD « Vision of Mars : A message to the future », un projet de la Planetary Society qui contient des romans et des nouvelles de science-fiction à propos de la « Planète rouge ».

## Membres
(ordre alphabétique)
- Buzz Aldrin ;
- Ray Bradbury ;
- David Brin ;
- Franklin Chang-Diaz ;
- Frank Drake ;
- Owen Garriott ;
- Daniel Geraci, président du conseil d'administration ;
- Neil deGrasse Tyson, président ;
- Louis Friedman (en), administrateur ;
- Heidi Hammel ;
- Wesley Huntress (en) ;
- Tom Jones ;
- Emily Lakdawalla ;
- Lon Levin ;
- Alexis Livanos ;
- John Logsdon (en) ;
- Jon Lomberg (en) ;
- Hans Mark (en) ;
- Christopher McKay (en), président du conseil consultatif ;
- Bruce C. Murray ;
- Elon Musk ;
- Bill Nye, vice-président ;
- Robert Picardo ;
- John Rhys-Davies ;
- Kim Stanley Robinson ;
- Joseph Ryan ;
- Donna Shirley (en) ;
- Steven Spielberg ;
- Bijal (Bee) Thakore ;
- George Yancopoulos (en).